# Teoría de la coalescencia

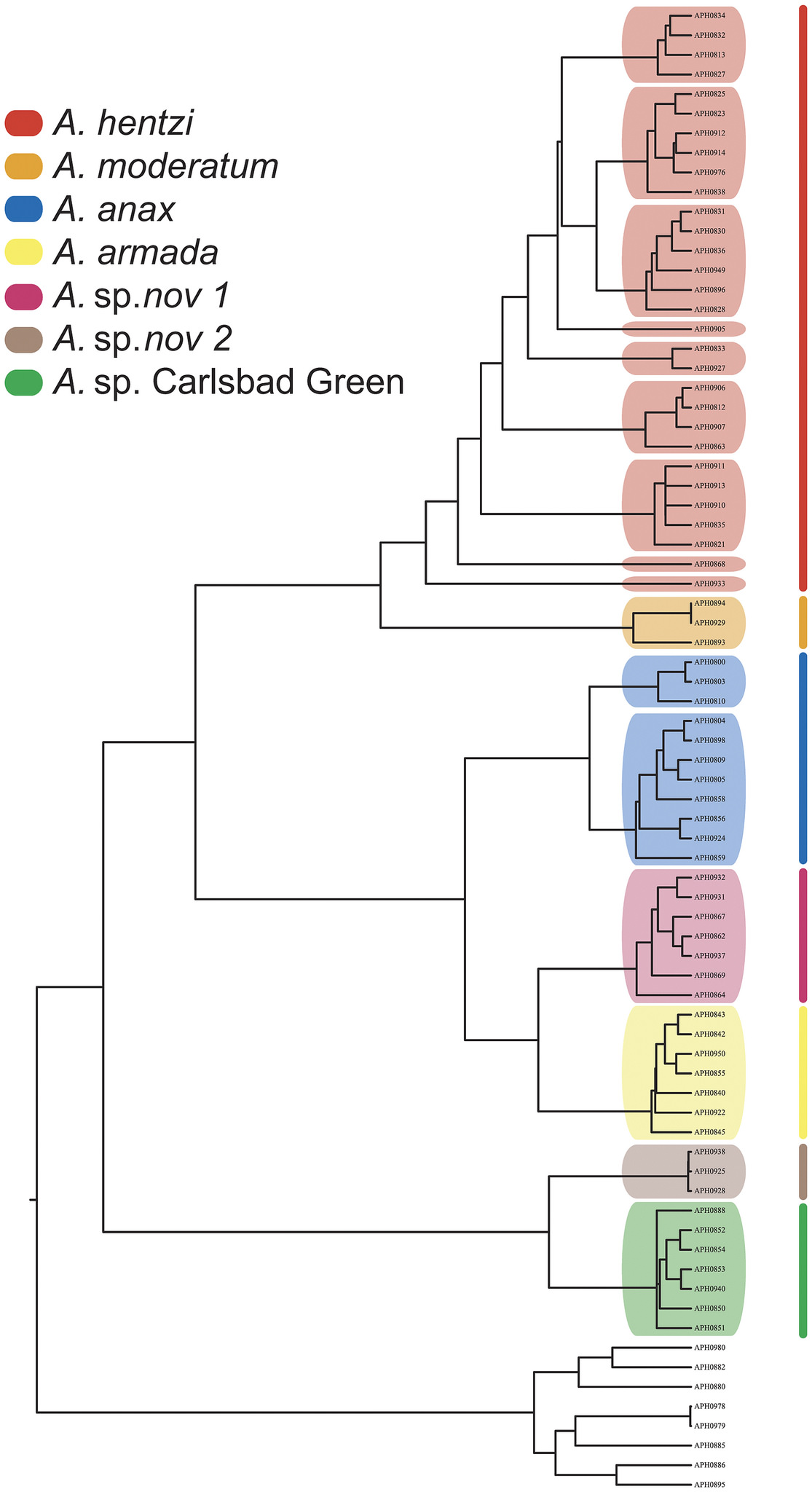
Los dendrogramas son utilizados en los trabajos que aplican la teoría de la coalescencia. En la imagen, filogenia de diversas especies del género de tarántulas Aphonopelma sp.

La teoría de la coalescencia es una teoría dentro de la genética de poblaciones que propone que, en una población dotada de una cierta variabilidad genética, y para genes neutros que no afecten a la viabilidad de un individuo, las diferentes secuencias genéticas (alelos) presentes en ella deberían haber tenido un solo ancestro común, es decir, provenir de una única secuencia (gen) original  (ancestro común más reciente o MRCA por sus siglas en inglés). La historia de la población, inferida a través de estos cambios, explicaría esas variaciones. El modelo utilizado para describir la dinámica de unión entre linajes es el de Sewall Wright y Ronald Fisher, en el que los cruzamientos entre individuos se realizan de forma totalmente estocástica.
Si se puede estimar el tiempo necesario para la diferenciación entre la secuencia original y las secuencias que se observan en un momento dado en la población (llamado tiempo de coalescencia), en ese caso se podrían deducir el tipo de efectos que los procesos evolutivos (como mutación, migración, recombinación) han tenido sobre la secuencia original. De la misma manera, si se conoce el tiempo de coalescencia de un gen, se puede inferir el tamaño de la población final. Las poblaciones más grandes suelen conservar las variaciones genéticas por más tiempo, ya que éstas se pierden más lentamente por deriva genética si un mayor número de individuos las poseen. 

## Formulación
Teniendo en cuenta las condiciones de la teoría de la coalescencia (población estable genéticamente, genes neutros, cruzamientos al azar), el tiempo medio de coalescencia puede calcularse siguiendo la fórmula 4N(1-(1/i), donde T es el número de generaciones hasta la coalescencia, N es el tamaño efectivo de la población e i es el número de genes muestreados, siempre y cuando la varianza sea grande.

## Aplicaciones

### Cartografiar genes de enfermedades
La teoría de la coalescencia ha sido aplicada en algunos estudios mediante algoritmos genéticos para analizar el genoma humano y localizar los genes que producen el desarrollo de una enfermedad.

## Representación gráfica
Los esquemas basados en esta teoría suelen representarse bajo la forma de dendrogramas en los que se muestran las relaciones entre las diferentes ramas de una población. Los puntos en los que se unen dos ramas señalan un fenómeno de coalescencia.

## Metodología
Con el objetivo de estudiar la inferencia de eventos pasados mediante las observaciones de los polimorfismos actuales, los seguidores de esta teoría utilizan simulaciones en las cuales se revierte la dirección del tiempo, como si pudiéramos observar los efectos de una hipotética situación pasada sobre el presente. Las simulaciones generadas pueden usarse de distintas maneras: pueden ser aplicadas como hipótesis nula para compararlos con los datos reales, empleadas para estimar los límites de confianza de un modelo determinado o incluso utilizadas de manera heurística para obtener parámetros de datos simulados y hacerlos converger con los datos reales.